# Skladištenje energije iz električne mreže
Skladištenje energije iz električne mreže odnosi se na postupke za spremanje električne energije unutar elektroenergetskog sustava. Energija se sprema za vrijeme kad proizvodnja nadmašuje potrošnju, a rezerve se koriste kad je potrošnja veća od proizvodnje. Na ovaj se način proizvodnja električne struje ne treba drastično povećavati i smanjivati prema zahtjevima potrošnje nego se održava na ravnomjernijoj razini. Prednost skladištenja je što se u energanama na fosilna goriva (npr. ugljen, zemni plin, naftu) može učinkovitije i lakše upravljati na konstantnim razinama proizvodnje.
Skladištenje energije je korisno uz korištenje intermitentnih izvora energije poput fotonaponskih sustava i vjetroturbina. Intermitentni izvori su po prirodi nepredvidivi - količina električne energije koju proizvode tijekom vremena znatno se mijenja i veoma ovisi o nasumičnim čimbenicima vremenskih uvjeta. U električnoj mreži bez pohrane energije, izvori koji ovise o energiji pohranjenoj u gorivu (ugljen, plin, nafta) moraju biti prilagođeni razmjerno povećanju ili smanjenju proizvedene energije iz intermitentnih izvora.
Kod ovih izvora energije može se koristiti baterija na rastopljenu sol.
Skladištenje energije je način kako operator električne mreže prilagođava proizvodnju prema potrošnji električne energije, koja se tijekom vremena mijenja. Tako se povećava učinkovitost
i smanjuju troškovi proizvodnje ili olakšava upotreba intermitentnih izvora energije.

## Načini skladištenja

### Baterije
Baterije su se za spremanje energije koristile u početcima istosmjernih mreža, a sad se ponovno uvode u upotrebu. Baterije povezane s velikim ispravljačima koriste se za stabiliziranje mreže. U Portoriku se koristi sustav kapaciteta 20 megavata za 15 minuta da ustali frekvenciju električne mreže na otoku. Nikal-kadmijska baterija od 27 megavata za 15 minuta postavljena je 2003. godine u Fairbanksu u Aljaski da stabilizira napon na kraju dugog dalekovoda.
Baterije su relativno skupe, potrebno je mnogo održavanja i imaju ograničen vijek trajanja, najviše
zbog kristala koji se stvaraju u člancima tijekom ciklusa punjenja i pražnjenja. Ti se kristali 
uglavnom ne mogu ponovno otopiti u elektrolit, a mogu postati toliko veliki da počnu stvarati značajan tlak u unutašnjosti baterije i saviti je te uništiti pojedine članke.
Moguća tehnologija za spremanje energije su velike baterije s tekućim metalom. i baterija na rastopljenu sol. Natrij-sumporne baterije također mogu biti jeftinije za korištenje, a u Japanu i SAD-u ih već upotrebljavaju.  Arhivirana inačica izvorne stranice od 22. listopada 2006. (Wayback Machine) Baterije s vanadijem i slične također se počinju koristiti za spremanje energije te za uprosječavanje proizvodnje energije vjetroelektrana. Skladištenje u baterijama ima relativno visoku korisnost, 90 % i više. Najveća baterija na svijetu postavljena je u Fairbanksu u Aljaski, a sastoji se od Ni-Cd članaka.

### Električna vozila
Tvrtke razmatraju mogućnost korištenja električnih vozila za pokrivanje vršnih opterećenja. Parkirano vozilo spojeno na mrežu moglo bi prodavati struju iz baterija za vrijeme velikog opterećenja mreže, a puniti se noću.
Kada će se električna i hibridna vozila masovno proizvoditi, moći će biti korištena kao spremišta energije. Automobil sa svojim baterijama od 20 do 50 kWh će se povezivanjem na mrežu pretvarati u uređaj za balansiranje opterećenja ili izvor struje za hitne situacije. Svako vozilo moglo bi osigurati 2 do 5 dana prosječne dnevne potrošnje energije jednog kućanstva od 10 kWh (pretpostavljajući godišnju potrošnju od 3650 kWh). Tolika energija odgovara između 60 i 480 prijeđenih kilometara s potrošnjom od 0,31 do 0,099 kWh po kilometru.
Planira se i korištenje starih baterija iz električnih vozila za spremanje energije (rezultirajući ponekad ogromnim baterijama). Međutim, veliki nedostatak korištenja vozila za spremanje energije iz mreže je da svaki ciklus punjenja i pražnjenja opterećuje i troši bateriju. Konvencionalne (bazirane na kobaltu) litij-ionske baterije otkazuju nakon određenog broja ciklusa dok se novije ne troše znatno tijekom svakog ciklusa pa stoga imaju mnogo dulji vijek trajanja.

### Komprimirani zrak
Još jedna metoda za skladištenje energije je korištenje viška električne energije za komprimiranje zraka, obično u starom rudniku ili nekoj drugoj geološkoj tvorevini. Kada je potreba za energijom visoka, komprimirani zrak se zagrije s malom količinom plina i prolazi kroz turbinu te proizvodi struju.

### Zamašnjak
Ova metoda temelji se na inerciji - teški rotirajući disk ubrza se elektromotorom, koji može raditi i kao generator usporavajući disk i proizvodeći struju. Energija je pohranjena kao kinetička energija diska. Trenje mora biti čim manje da se produži vrijeme čuvanja energije. To se postiže tako da se zamašnjak stavlja u vakuum i korištenjem magnetskih ležajeva, što ovu metodu čini skupom. Veliki zamašnjaci omogućuju spremanje veće količine energije, ali za njih su potrebni čvrsti materijali poput čelika ili kompozita da izdrže centrifugalne sile. Međutim, zbog tehnički moguće količine spremljene energije zamašnjaci nisu prikladni za opću primjenu u sustavu. Najbolje ih je koristiti za ujednačavanje opterećenja na željezničkim elektrosustavima i za poboljšavanje kvalitete energije u sustavima s obnovljivom energijom. Zamašnjak koriste sustavi kojima treba veoma velika količina energije 
u kratkim vremenskim razdobljima, poput pokusa s tokamakom i laserima. Ova metoda pohrane se također koristi za neprekinutu opskrbu električnom energijom za velike računske centre gdje za kratko vrijeme služi kao opskrba energijom u slučaju nestanka struje do stavljanja u pogon trajnijih izvora, poput diesel generatora.
Ovakav sustav ugradila je tvrtka EDA na azorskim otocima Graciosa i Flores i koristi zamašnjak od 18 MWs da poboljša korištenje obnovljive energije. Sustav se upotrebljava da izgladi trenutna kolebanja u opskrbi i ne može biti korišten za pokrivanje dužih nestanaka struje. Najveći zamašnjak za spremanje energije na tržištu može pohraniti 133 kWh energije.
Nosači zrakoplova klase Gerald R. Ford će koristiti zamašnjak za skladištenje energije iz brodskog sustava za brzo otpuštanje za potrebe polijetanja zrakoplova.

### Vodik
Vodik se također počinje razvijati kao sredstvo spremanja energije. Proizvodi se (koristeći električnu energiju i/ili toplinu), komprimira ili ukapljuje te po potrebi pretvara natrag u električnu energiju ili toplinu, a može biti iskorišen i kao gorivo. Prednost u odnosu na baterije i vodu korištenu u reverzibilnim hidroelektranama je njegova mogućnost komprimiranja i velika gustoća energije.
Vodik se može proizvesti reformacijom zemnog plina ili elektrolizom vode na vodik i kisik. Reformacijom zemnog plina stvara se ugljikov dioksid kao nusprodukt. Elektroliza pod visokim tlakom i elektroliza na visokoj temperaturi dva su postupka kojima se može povećati učinkovitost dobivanja vodika. Vodik se u motoru s unutarnjim izgaranjem ili gorivom članku pretvara ponovo u električnu energiju. 
Učinkovitost pohrane istosmjerne struje pomoću vodika kreće se od 20-25 %, što čini vodik neprikladim osim za posebne primjene. Najveći problem je veliki broj pretvorbi u odnosu na druge tehnike. Da bi ova metoda bila isplativa, spremljenu energiju bi trebalo prodavati po cijeni četiri puta većoj od nabavne.
Probni program koji koristi vjetroturbine i generatore vodika započet je 2007. u mjestu Ramei u Kanadi. Sličan projekt traje od 2004. u maloj norveškoj općini Utsira. 
Podzemno spremanje vodika je spremanje u rupama, špiljama i iscrpljenim naftnim poljima. Velike količine plinovitog vodika spremala je tvrtka ICI dugi niz godina bez ikakvih teškoća.

### Reverzibilne hidroelektrane
U 2008. svjetski kapacitet pohrane reverzibilnim hidroelektranama je bio 104 GW, što obuhvaća veliku 
većinu spremanja energije - svi ostali načini zajedno su par stotina MW.
Reverzibilne hidroelektrane se koriste za ublažavanje opterećenja mreže tako da pumpa vodu u rezervoar za vrijeme niske potrošnje energije i vikendima, koristeći višak energije iz nuklearnih ili termoelektrana. Kada je potrebno, ta se voda može koristiti za proizvodnju struje kao i u običnim hidroelektranama. Reverzibilne 
hidroelektrane vraćaju oko 75 % potrošene energije te su trenutno najjeftiniji način spremanja energije. Glavni problem je što su potrebna dva spremnika na različitim visinama i zahtijevaju veliki početni trošak.
Reverzibilne elektrane su fleksibilne i mogu se uključiti veoma brzo, obično za oko 15 sekundi što ih čini jako korisnima u pokrivanju promjenljivosti potražnje električne energije. Postoji preko 90 GW spremljene energije u reverzibilnim hidroelektranama, što je oko 3 % trenutnog globalnog proizvodnog kapaciteta. Sustavi poput reverzibilne hidroelektrane Dinorwig sposobni su za pet do šest sati proizvodnje energije, a koriste se za uglađivanje promjena potražnje.
Još jedan primjer je reverzibilna hidroelektrana Tianhuangping u Kini, koja ima kapacitet od osam milijuna kubičnih metara (volumen vode koji prijeđe preko Niagarinih slapova u 25 minuta) s visinskom razlikom od 600 m. Akumulirana voda može osigurati 13 GWh gravitacijske potencijalne energije (s korisnošću pretvorbe u električnu od 80 %), ili oko 2 % kineske dnevne eletrične potrošnje.
Novi koncept u pohrani energije reverzibilnim hidroelektranama je korištenje energije vjetra i Sunca za pumpanje vode. Vjetroturbine ili solarni članci izravno pogone pumpe i mogu povećati korisnost, ali takvi su sustavi ograničeni jer rade samo uz dovoljnu količinu vjetra i dnevne svjetlosti.

### Supravodljiva magnetska energija
Sustavi za skladištenje energije u magnetskom polju izazvanom tokom istosmjerne struje u supravodljivoj zavojnici koja je bila krionički ohlađena na temperaturu ispod svoje supravodljive kritične temperature. Ovakav sustav obično sadrži tri dijela: supravodljivu zavojnicu, sustav za pretvorbu i kriogenički ohlađen hladnjak. Jednom kada zavojnicom počne teći struja, tok neće nestati, a magnetska energija može biti pohranjena beskonačno dugo. Ispravljač pretvara električnu energiju iz izmjenične u istosmjernu i suprotno, a svaka pretvorba ima gubitke od oko 2 do 3 %. Od svih načina spremanja energije, ova ima najmanje gubitke, korisnost doseže i više od 95 %. Visoka cijena supravodiča je najveća prepreka komercijalnoj upotrebi ovg načina spremanja energije.
Zbog količine energije potrebne za hlađenje i granica u količini energije koja može biti spremljena, ovaj se način koristi za kratkotrajno skladištenje energije. Stoga se magnetsko polje upotrebljava za poboljšavanje energetske kvalitete. Da bi ova metoda postala praktična tehnički nedostaci moraju biti riješeni.